# Roxas (Palawan)
Roxas ist eine philippinische Stadtgemeinde in der Provinz Palawan. Sie hat 65.358 Einwohner (Zensus 1. August 2015). In der Gemeinde befindet sich ein Campus der Palawan State University. 

## Baranggays
Roxas ist politisch in 31 Baranggays unterteilt.
- Abaroan
- Antonino
- Bagong Bayan
- Caramay
- Dumarao
- Iraan
- Jolo
- Magara (Arasan)
- Malcampo
- Mendoza
- Narra (Minara)
- New Barbacan (Retac)
- New Cuyo
- Barangay 1 (Pob.)
- Rizal
- Salvacion
- San Isidro
- San Jose
- San Miguel
- San Nicolas
- Sandoval
- Tagumpay
- Taradungan
- Tinitian
- Tumarbong
- Barangay II (Pob.)
- Barangay III (Pob.)
- Barangay IV (Pob.)
- Barangay V Pob. (Porao Island)
- Barangay VI Pob. (Johnson Island)
- Nicanor Zabala